# Zhou Guanyu

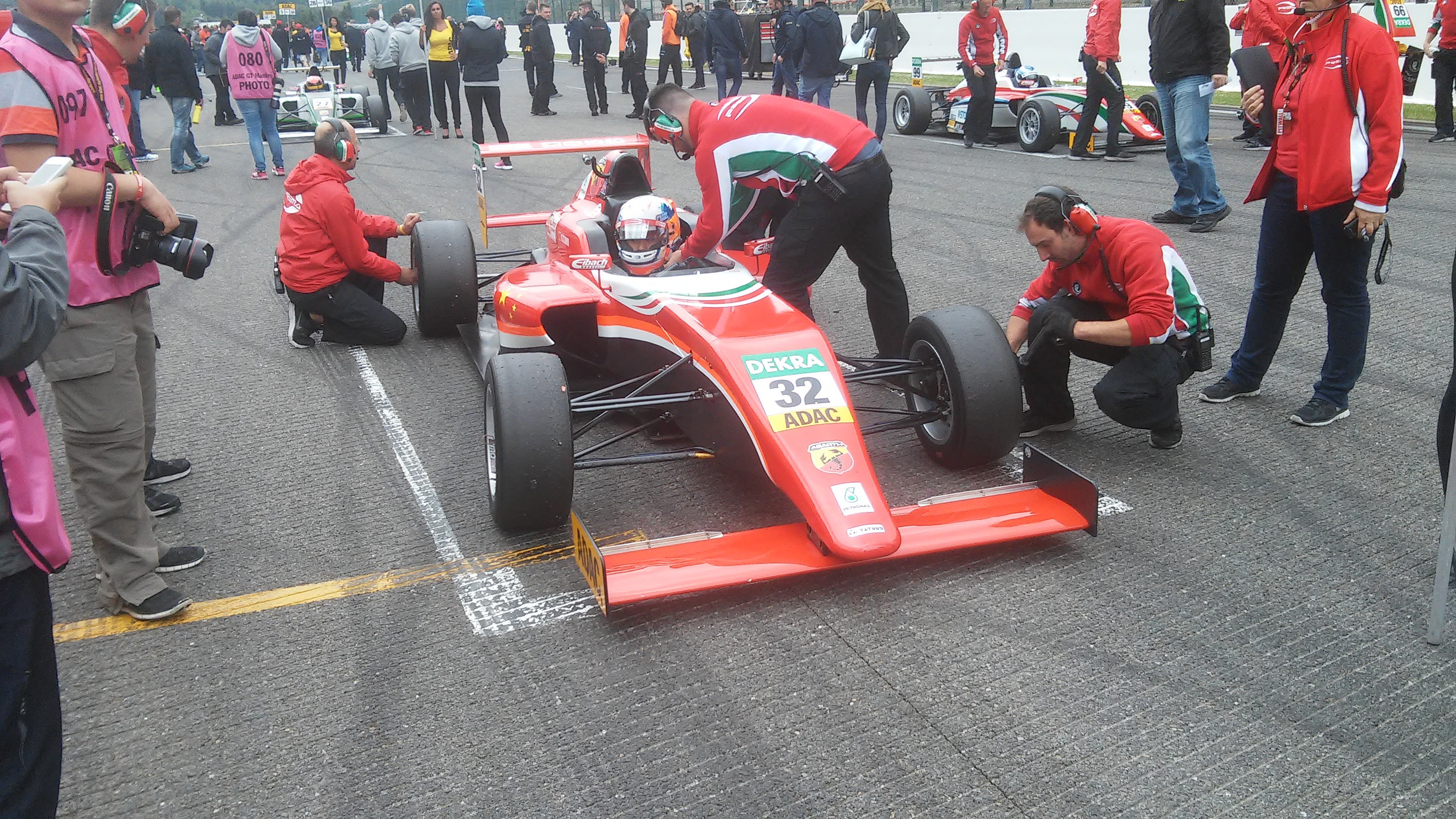
Zhōu Guànyǔ op Spa-Francorchamps in 2015.

Zhōu Guànyǔ (VC: 周冠宇, Shanghai, 30 mei 1999) is een Chinees autocoureur die van 2022 tot en met 2024 actief was in de Formule 1 bij Stake F1 Team Kick Sauber. Hij was lid van de Alpine Academy, het opleidingsprogramma van Renault.

## Carrière
Zhou begon zijn autosportcarrière in het karting in 2007, waarin hij tot 2014 actief bleef. In 2012 verhuisde hij van China naar Londen om deel te nemen aan Europese kampioenschappen. In 2013 werd hij kampioen in zowel de Britse als de Europese Rotax Max Junior. In 2014 werd hij opgenomen in de Ferrari Driver Academy.
Aan het eind van 2014 maakte Zhou zijn debuut in het formuleracing in de Italiaanse F4 Winter Trophy voor het Prema Powerteam, wat werd gehouden op de Adria International Raceway. Met twee derde plaatsen werd hij ook derde in de eindstand.
In 2015 stapte Zhou fulltime over naar het Italiaanse Formule 4-kampioenschap voor Prema. Tijdens het raceweekend op het Autodromo Nazionale Monza won hij alle drie de races. Met zes andere podiumplaatsen werd hij achter teamgenoot Ralf Aron tweede in het kampioenschap met 223 punten. Tevens reed hij voor Prema in de eerste drie raceweekenden van het ADAC Formule 4-kampioenschap, waarin hij met twee podiumplaatsen als vijftiende eindigde met 45 punten.
In 2016 begon Zhou het seizoen in de Toyota Racing Series in Nieuw-Zeeland, waarbij hij uitkwam voor het team M2 Competition. Hij won één race op het Hampton Downs Motorsport Park en eindigde met drie andere podiumplaatsen als zesde in het kampioenschap met 685 punten. Aansluitend keerde hij terug naar Europa om dat jaar zijn debuut te maken in het Europees Formule 3-kampioenschap voor het team Motopark. Aan het begin van het seizoen behaalde hij twee podiumplaatsen op het Circuit Paul Ricard en de Hungaroring, maar in de rest van het jaar zakte hij weg en werd hij dertiende in de eindstand met 101 punten.
In 2017 bleef Zhou actief in de Formule 3, maar stapte hij over naar het Prema Powerteam. Hij eindigde regelmatiger op het podium, maar behaalde nog geen overwinningen. Met 149 punten verbeterde hij zichzelf naar de achtste plaats in het kampioenschap.
In 2018 kwam Zhou voor het derde seizoen uit in de Formule 3 en voor het tweede achtereenvolgende seizoen bij Prema. In de eerste race van het seizoen op het Circuit de Pau-Ville behaalde hij direct zijn eerste overwinning in het kampioenschap en tijdens het laatste raceweekend op de Hockenheimring voegde hij hier een tweede zege aan toe. Wisselende resultaten in de rest van het seizoen zorgden er echter voor dat hij zijn kampioenschapspositie van het voorgaande seizoen niet kon verbeteren; hij werd opnieuw achtste in de eindstand, ditmaal met 201 punten.
In 2019 debuteerde Zhou in de Formule 2 bij het eveneens debuterende team UNI-Virtuosi Racing. Hij kende een sterk debuutseizoen met podiumfinishes op het Circuit de Barcelona-Catalunya, het Circuit de Monaco, het Circuit Paul Ricard, Silverstone en het Yas Marina Circuit, alsmede een pole position op Silverstone. Met 140 punten eindigde hij als zevende in het klassement. Voor zijn prestaties ontving hij de dat jaar geïntroduceerde Anthoine Hubert Award voor de beste rookie van het jaar.
In 2020 bleef Zhou actief in de Formule 2 voor UNI-Virtuosi. Hij behaalde pole position in de seizoenopener op de Red Bull Ring, maar het duurde tot eind september totdat hij op het Sochi Autodrom zijn eerste overwinning boekte. Gedurende het seizoen behaalde hij nog vijf andere podiumplaatsen, waardoor hij met 151,5 punten zesde werd in het eindklassement.
In 2021 reed Zhou een derde seizoen in de Formule 2 bij UNI-Virtuosi. Hij kende een goede seizoensstart met overwinningen op het Bahrain International Circuit en op Monaco en leidde het kampioenschap. Vervolgens kwam hij in vier opeenvolgende races niet tot scoren. Op Silverstone behaalde hij weliswaar nog een zege, maar op Sochi spinde hij in de opwarmronde al uit de eerste race. In het laatste raceweekend op Yas Marina behaalde hij nog een vierde overwinning. Hij eindigde uiteindelijk als derde in het kampioenschap met 183 punten, achter de Prema-coureurs Oscar Piastri en Robert Shwartzman.
In november 2021 werd bekend dat Zhou vanaf 2022 voor het team van Alfa Romeo in de Formule 1 zal rijden als teamgenoot van Valtteri Bottas. Hij wordt dan de eerste Chinese autocoureur in de hoogste formuleklasse. Op 20 maart 2022 debuteerde hij met een tiende plaats tijdens de GP van Bahrein en scoorde daarmee zijn eerste punt.

## Formule 1-carrière

### Teams
| Jaar/Jaren  | Team       |
| ----------- | ---------- |
| 2022 - 2023 | Alfa Romeo |
| 2024        | Sauber     |

### Statistiek
Onderstaande tabel is bijgewerkt tot en met de Grand Prix van Canada 2025.
|                           | 2022 | 2023 | 2024 | Totaal         |
| ------------------------- | ---- | ---- | ---- | -------------- |
| Aantal ingeschreven races | 22   | 22   | 24   | 68 (68 starts) |
| Aantal zeges              | 0    | 0    | 0    | 0              |
| Aantal pole-positions     | 0    | 0    | 0    | 0              |
| Aantal snelste rondes     | 1    | 1    | 0    | 2              |
| Aantal podiumplaatsen     | 0    | 0    | 0    | 0              |
| Aantal WK-punten          | 6    | 6    | 4    | 16             |
| Eindstand WK              | 18   | 18   | 20   |                |

### Formule 1-resultaten
| Kleur  | Resultaat                       |
| ------ | ------------------------------- |
| Goud   | Winnaar                         |
| Zilver | Tweede plaats                   |
| Brons  | Derde plaats                    |
| Groen  | Gefinisht (punten behaald)      |
| Blauw  | Gefinisht (geen punten behaald) |
| Blauw  | Niet geklasseerd (NC)           |
| Paars  | Uitgevallen (DNF)               |
| Rood   | Niet gekwalificeerd (DNQ)       |

| Kleur   | Resultaat                              |
| ------- | -------------------------------------- |
| Zwart   | Gediskwalificeerd (DSQ)                |
| Wit     | Niet gestart (DNS)                     |
| Blanco  | Gewond (INJ)                           |
| Blanco  | Uitgesloten (EX)                       |
| Blanco  | Teruggetrokken (WD) / Niet deelgenomen |
| 1, 2, 3 | Sprint positie (punten behaald)        |
| P       | Poleposition                           |
| S       | Snelste ronde                          |

| Jaar | Inschrijving | Chassis        | Motor             | 1       | 2      | 3      | 4       | 5       | 6       | 7      | 8       | 9      | 10      | 11     | 12      | 13      | 14      | 15     | 16     | 17      | 18      | 19     | 20      | 21     | 22     | 23    | 24     | Pos. | Punten |
| ---- | ------------ | -------------- | ----------------- | ------- | ------ | ------ | ------- | ------- | ------- | ------ | ------- | ------ | ------- | ------ | ------- | ------- | ------- | ------ | ------ | ------- | ------- | ------ | ------- | ------ | ------ | ----- | ------ | ---- | ------ |
| 2022 | Alfa Romeo   | Alfa Romeo C42 | Ferrari 066/7 V6  | BHR 10  | SAR 11 | AUS 11 | EMI 15  | MIA DNF | SPA DNF | MON 16 | AZE DNF | CAN 8  | GBR DNF | OOS 14 | FRA 16† | HON 13  | BEL 14  | NED 16 | ITA 10 | SIN DNF | JPN 16S | VST 12 | MXS 13  | SAP 12 | ABU 12 |       |        | 18   | 6      |
| 2023 | Alfa Romeo   | Alfa Romeo C43 | Ferrari 066/10 V6 | BHR 16S | SAR 13 | AUS 9  | AZE DNF | MIA 16  | MON 13  | SPA 9  | CAN 16  | OOS 12 | GBR 15  | HON 16 | BEL 13  | NED DNF | ITA 14  | SIN 12 | JPN 13 | QAT 9   | VST 13  | MXS 14 | SAP DNF | LSV 15 | ABU 17 |       |        | 18   | 6      |
| 2024 | Kick Sauber  | Sauber C44     | Ferrari 066/12 V6 | BHR 11  | SAR 18 | AUS 15 | JPN DNF | CHN 14  | MIA 14  | EMI 15 | MON 16  | CAN 15 | SPA 13  | OOS 17 | GBR 18  | HON 19  | BEL DNF | NED 20 | ITA 18 | AZE 16  | SIN 15  | VST 19 | MXS 15  | SAP 15 | LSV 13 | QAT 8 | ABU 13 | 20   | 4      |

- † Uitgevallen maar wel geklasseerd omdat er meer dan 90% van de race-afstand werd afgelegd.